# 박봉식 (육상 선수)
박봉식(朴鳳植, 1930년~1951년)은 대한민국의 육상 선수이다. 그녀는 1948년 하계 올림픽 여자 원반던지기에 참가하게 되면서 올림픽에 대한민국을 대표해 출전한 최초의 여성이 되었다.

## 경력
본래는 농구 등 여러 종목들에 참여 하다가, 이후에 육상과 원반던지기에 전념하게 되었다. 한국과 중국을 오가며 공부하면서 해외의 체육 교육 또한 받게 되었다. 이후 그녀는 1948년 한국에서 열린 국내 대회에서 세계 기록을 세웠고 (IAAF에서는 인정하지 않음 ), 1948년 하계 올림픽 여자 원반던지기에 참가하몌 22명 중 18위를 기록했다.
그녀는 올림픽에 대한민국을 대표해 출전한 최초의 여성으로,그녀는 1948년 6월 20일, 동아일보와의 인터뷰에 이렇게 말했다.
여자가 저 혼자이기 때문에 좀 섭섭해요. 압흐로는 이런 대회에 우리 조선 여성도 만히 참가하도록 해주기를 미리 부탁해요. 조선 여성을 대표하야 아니 전 조선민족을 대표하야 나가느니만큼 조선사람도 이러타는 것을 뽐내도록 힘을 다할 작정이요.

이후 1949년 39.65m를 뛰어올라 국내 기록을 경신하며 활동했지만, 1950년 6월에 급성 맹장염을 앓았고 전국 선수권 대회에 참가하기 위해 수술을 연기하기도 했다. 그러다 그녀는 1951년 한국전쟁 중에 뇌수막염으로 사망하게 되었다.